# Lista de capítulos de Toradora!
Toradora! é uma série de mangá escrita por Yuyuko Takemiya e ilustrada por Zekkyo, baseada na light novel do mesmo nome. Foi publicada na revista  Dengeki Comic Gao! da MediaWorks, mas a partir de maio de 2008 começou a ser publicada na revista Dengeki Daioh da ASCII Media Works. Foi licenciada na América do Norte pela Seven Seas Entertainment, tendo o primeiro volume publicado em março de 2011. Na Indonésia, a Elex Media Komputindo publicou o primeiro volume em julho de 2011.

## Capítulos
| - 001. "Entre, Mini-Trigresa!" (手乗りタイガー参上！, Tenori Taigā Sanjō!) - 002. "O Assalto da Meia Noite" (真夜中の奇襲, Mayonaka no Kishū) - 003. "Bem Na Frente do Seu Nariz..." (目と鼻の先には…, Metohananosaki Niwa...) - 004. "Passe Prático Para o Plano do Amor!" (恋のパス練大作戦！, Koi no Pasu Neōsakusen!) | - 005. "O Primeiro Projeto de Grupo de Ryuuji & Taiga" (大河と竜児、はじめての共同作業, Taiga to Ryūji, Hajimete no Kyōdō Sagyō) - 006. "Aquela Especulação de Namoro" (噂の二人, Uwasa no Futari) - extra. "Um Dia na Vida de Ya-chan" (やっちゃんの一日, Ya-chan no Ichinichi) |

| - 007. "Um Casal Bonito" (お似合いの二人, Oniai no Futari) - 008. "Em Um Pequeno Coração" (その小さな胸に, Sono Chiisana Mu ni) - 009. "Tchau" (ばいばい, Baibai) - 010. "Lugar da Confissão" (告白の行方, Kokuhaku no Yukue) - 011. "Ombro a Ombro" (竜虎並び立つ！, Ryūko Narabi Tatsu) | - 012. "O Restaurante Bombardeiro" (ファミレス・ボンバー, Famiresu Bonbā) - 013. "Sedutora Garota Modelo" (魅惑のモデルガール, Miwaku no Moderugāru) - 014. "Por Trás da Fachada do Anjo" (天使の面の皮, Tenshi no Tsuranokawa) - extra. "As Férias de Verão de Ryuuji e Taiga" (竜児と大河のなつやすみ, Ryūji to Taiga no Natsuyasumi) |

| - 015. "Ryuuji e Sua Equipe Alegre de Amigos?!" (竜児と愉快な仲間たち⁉, Ryūji to yukai na nakamatachi!?) - 016. "Oh, Isso é Impossível" (だめだこちゃ, Dame dakocha) - 017. "O Segredo da Linda Guerreira" (美少女戦土の秘密, Bishōjo sento no himitsu) - 018. "Em Nome da Comida, Irei Puni-lo!" (肉にかねつておしきよ, Niku ni kanetsu teoshi kiyo) - 019. "A Escolha Final" (究極の選択, Kyūkyoku no sentaku) | - 020. "A Segunda Boa Guerra do Bento" (第2次お弁当作戦, Dainiji obentō sakusen) - 021. "Ele Está de Volta" (また来たあいつ, Mata kitāitsu) - 022. "Diabólico Pequeno Anjo" (小悪魔天使, Koakuma tenshi) - 023. "O Resultado" (その後の顚末, Sonogo no temmatsu) - 024. "'Me Desculpe!" (お邪魔します, Ojamashimasu) |